# Sân vận động Şükrü Saracoğlu
Sân vận động Ülker (phát âm tiếng Thổ Nhĩ Kỳ: [ˈʃycɾy saɾaˈdʒoːɫu]) (Ülker Stadyumu Fenerbahçe Şükrü Saracoğlu Spor Kompleksi), còn được gọi là Sân vận động Şükrü Saracoğlu, là một sân vận động bóng đá nằm ở quận Kadıköy của Istanbul, Thổ Nhĩ Kỳ. Đây là sân nhà truyền thống của câu lạc bộ thể thao đa năng lớn của Thổ Nhĩ Kỳ Fenerbahçe SK. Sân vận động được khánh thành vào năm 1908 và được cải tạo từ năm 1929 đến 1932, từ năm 1965 đến năm 1982, và từ năm 1999 đến năm 2006. Vào ngày 4 tháng 10 năm 2006, sau nhiều lần kiểm tra của UEFA, Sân vận động Ülker đã được chọn để tổ chức trận chung kết Cúp UEFA 2009, sau này đã đi vào lịch sử với tư cách là trận chung kết cuối cùng của giải bóng đá Cúp UEFA, trước khi được đổi tên thành UEFA Europa League bắt đầu từ mùa giải 2009-10.